# Barłogi-Osada Leśna
Barłogi-Osada Leśna – osada leśna w Polsce, położona w województwie kujawsko-pomorskim, w powiecie tucholskim, w gminie Tuchola.
Nazwa miejscowości została zmieniona 1.01.2022 r. z Barłogi, na Barłogi-Osada Leśna.
W latach 1975–1998 miejscowość administracyjnie należała do województwa bydgoskiego.